# Konečně zmizte!
Konečně zmizte! (v anglickém originále At Long Last Leave) je 14. díl 23. řady (celkem 500.) amerického animovaného seriálu Simpsonovi. Scénář napsal Michael Price a díl režíroval Matthew Nastuk. V USA měl premiéru dne 19. února 2012 na stanici Fox Broadcasting Company a v Česku byl poprvé vysílán 12. července 2012 na stanici Prima Cool.

## Děj
Simpsonovi se doma dívají na televizi. Je vyhlášeno branné cvičení a všichni se mají jít ihned na 3 hodiny schovat do rodinného krytu. Líza dostane nápad, že by se mohli jít vyřádit do města, když tam teď nikdo není. Marge si všimne, že před radnicí parkuje mnoho aut, a proto se tam jde rodina podívat. Koná se tam tajné shromáždění, na kterém občané odhlasovali vyhoštění Simpsonových ze Springfieldu. Ned Flanders se jich zastane, ale je vyhozen a Simpsonovi musí odjet z města.
Bart cestou potřebuje na záchod, a tak mu Homer zastaví u krajnice, kde je napadne muž se zbraní. Když zjistí, že byli vyloučeni z města, uvítá je v osadě jménem Pustina. Všem kromě Marge se tam líbí. V Pustině je i satelit WikiLeaks a jejich sousedem je Julian Assange.
Homer a Marge se vrátí do Springfieldu tajně, on v převlečení za Burnse a ona v převleku za Smitherse. Náčelník Wiggum jejich lest neprokoukne a oni se vrací do svého domu. V noci se do domu vloupou Kearney, Jimbo a Dolph a najdou je. V tom se ale ozve náčelník Wiggum, který stojí před domem i se svými kolegy. Ukazuje se, že ho maskami Burnse a Smitherse neošálili. Vyjdou ven a policisté na ně míří zbraněmi. Marge prohlásí, že odejdou zpět do Pustiny. Ve Springfieldu už se jim nelíbí, protože tam jsou všichni cvoci a v Pustině je všichni respektují.
Jednoho dne za nimi do Pustiny přijde Lenny, který hledá nový způsob života. Přivítají ho, načež se objeví i Carl. Oběma se tam líbí. Dorazí k nim i Vočko a otevře si hospodu. Časem přijdou i ostatní obyvatelé Springfieldu a postaví celé město. Ve starém Springfieldu ale zapomněli ředitele Skinnera, kterému nikdo neřekl, kam všichni šli, a tak se Bart pro něj vrací.

## Produkce
Díl Konečně zmizte!, 500. epizodu seriálu Simpsonovi, napsal Michael Price. Showrunner seriálu Al Jean ji popsal jako „poctu lidem, kteří milují tento seriál“. Price je fanouškem hudebního divadla, a tak epizodu nazval podle písně Colea Portera „At Long Last Love“. Price nenapsal díl s úmyslem, aby se stal 500. epizodou; toto rozhodnutí padlo až dodatečně, když si členové štábu uvědomili, že příběh nabízí příležitost k ohlédnutí za historií rodiny Simpsonových. V rozhovoru pro časopis Channel Guide uvedl, že byl „hluboce poctěn“, když byla jeho epizoda vybrána pro tento milník. Jak Price v tomto rozhovoru přiznal, děj epizody obsahuje podobnosti se Simpsonovými ve filmu z roku 2007, v němž jsou Simpsonovi nuceni uprchnout na Aljašku poté, co Homer rozzlobí obyvatele města Springfield znečištěním jezera. Price však poznamenal: „Myslím, že se to od filmu liší v tom, že to tak trochu odkazuje na celou historii seriálu, na kolektivní zkušenost Springfieldu vůči Simpsonovým, zatímco ve filmu byli nuceni utéct kvůli této velmi specifické věci.“. Dále poznamenal, že navzdory podobnostem se to štábu „líbilo natolik, že jsme do toho stejně šli“. Zápletka byla poprvé oznámena tisku na konferenci Comic-Con v kalifornském San Diegu 23. července 2011 během panelu s herci a štábem Simpsonových.
V epizodě se objevilo několik hostů, Kelsey Grammer a Jackie Mason se vrátili jako Levák Bob, respektive Hyman Krustofsky. Americká hudebnice Alison Kraussová a její skupina Union Station nahráli bluegrassovou verzi znělky Simpsonových, která zazní v epizodě a při závěrečných titulcích.
Australský aktivista Julian Assange, zakladatel serveru WikiLeaks, se objevil v roli sebe sama a mnoho jeho replik napsala australská spisovatelka Kathy Letteová, která je jednou z Assangeových přítelkyň. Podle Letteové „mě Julian a producenti Simpsonových požádali, abych přepsala jeho scénu a dialogy. Asi chtěli, abych do scénáře přidala trochu australské ironie. Julian netrpí nedostatkem ironie! Kdysi jsem psala sitcom pro Columbia Pictures, dlouholetý seriál The Facts of Life, takže producenti věděli, že umím vypálit pár vtípků.“ V roce 2010 vydaly švédské úřady evropský zatýkací rozkaz k vydání Assange z Británie do Švédska k výslechu v souvislosti s obviněními ze sexuálního napadení, která tam proti němu byla vznesena. Assange byl v Anglii zatčen a poté propuštěn na podmíněnou kauci do doby, než bude rozhodnuto, zda má být vydán do Švédska, Assange své repliky nahrával po telefonu, zatímco byl v domácím vězení v Anglii. Jean, který Assangeovo vystoupení režíroval z Los Angeles, získal pouze telefonní číslo, na které měl zavolat, a nedostal žádné informace o tom, kde se aktivista nachází. Podle Jeana v rozhovoru pro Entertainment Weekly se tvůrce seriálu Simpsonovi Matt Groening dozvěděl z fámy, že Assange chce v seriálu vystoupit. Castingová režisérka Bonnie Pietilaová proto dostala za úkol kontaktovat Assange a zajistit, aby se hostování mohlo uskutečnit. V epizodě není žádná zmínka o Assangeově právní situaci v době natáčení. Jean to komentoval slovy, že je „kontroverzní postavou, a existuje dobrý důvod, proč je kontroverzní. Interně jsme diskutovali o tom, zda ho v pořadu pozvat, ale nakonec jsme do toho šli a udělali to.“ Groening v jednom z rozhovorů řekl, že „my (štáb) si troufáme na různé věci a Julian Assange byl odvaha“.

## Propagace
Na podporu 500. epizody se stanice Fox, která Simpsonovy vysílá, pokusila překonat rekord Guinnessovy knihy rekordů v nejdelším nepřetržitém sledování televizního vysílání tím, že uspořádala maraton promítání epizod seriálu v nákupním centru Hollywood & Highland. Rekord 86 hodin, 6 minut a 41 sekund byl vytvořen v roce 2010, kdy tři lidé zhlédli všechny epizody seriálu 24 hodin stanice Fox. Do maratonu Simpsonových, který byl zároveň soutěží o to, kdo z fanoušků vydrží v maratonu nejdéle, byla vybrána stovka fanoušků. 8. února 2012 začalo promítání dílem Vánoce u Simpsonových, první epizodou seriálu, a skončilo 12. února téhož roku dílem Jak Barta osvítil Bůh, 11. epizodou 11. řady. V té chvíli uplynulo 86 hodin a 37 minut, což znamenalo, že rekord byl překonán. Dva zbývající diváci – Jeremiah Franco a Carin Shreve – byli korunováni společnými vítězi soutěže a každý z nich vyhrál 10 500 dolarů. 13. února 2012 se také mohli zúčastnit oslavy 500. epizody, která se konala pro herce a štáb Simpsonových.

## Přijetí
Epizoda byla původně vysílána na stanici Fox ve Spojených státech 19. února 2012. Během tohoto vysílání ji sledovalo přibližně 5,77 milionu lidí a v demografické skupině dospělých ve věku 18–49 let získala rating Nielsenu 2,6 a 7% podíl. Rating byl o 30 % vyšší než u předchozí epizody Fiesta s Lízou. Díl se stal nejsledovanějším vysíláním v rámci bloku Foxu Animation Domination pro daný večer z hlediska celkové sledovanosti. Stal se také druhým nejsledovanějším pořadem mezi dospělými ve věku 18–49 let.
Díl získal od televizních kritiků vesměs pozitivní hodnocení, zejména za gaučový gag v úvodní části dílu. Tento gaučový gag obsahuje montáž předchozích gaučových gagů po jednotlivých snímcích, která se stáhne do fotomozaiky čísla „500“. 
Kritik Hayden Childs z The A.V. Clubu napsal, že „nejlepší na 500. epizodě Simpsonových je úvodní gaučová montáž, která se téměř dokonale trefuje do nostalgického terče“.
Alan Sepinwall z HitFixu gaučový gag pochválil jako „úžasný“ a poznamenal, že „mě vlastně trochu zamrazilo“. Sepinwall díl pochválil a poznamenal, že „stejně jako mnoho Simpsonových z poslední doby obsahuje příběh, jehož variace jsme viděli už několikrát (včetně Simpsonových ve filmu), ale také obsahuje mnoho zábavných vtipů, které mě utvrzují v přesvědčení, že jsem šťastnější, že žiji ve světě, který nám stále dává nové epizody Simpsonových… než v tom, kde to nevyhnutelně přestane“.
Tim Goodman z The Hollywood Reporter napsal: „Párkrát jsem se zasmál, a to je vše, co v dnešní době u Simpsonových hledám. Prostě jsem rád, když vím, že to tam pořád je. (…) Už to nemá takovou pružinu v nohách jako dřív. Už to neoslní tak velkolepým tempem. Ale i po 500 epizodách to má pořád něco do sebe.“. Goodman popsal gaučový gag jako „roztomilý“.
Matt Roush z TV Guide se k dílu vyjádřil příznivě, označil jej za „držák“ a vyzdvihl „oslnivou úvodní pasáž“. Došel k závěru, že Simpsonovi „opět přinášejí zboží a dokazují, že jsou klasikou naší doby a věků“.
Childs byl méně pozitivní, když napsal, že epizoda „není ničím výjimečná“, protože „všechny prvky jako by byly převzaty z dřívějších příběhů“ a „jen několik vtipů dosahuje snížené laťky humoru Simpsonových poslední doby“. Dodal však, že „nic v dílu se také nehorázně nepovedlo. Je tu málo hloupostí a nahodilostí ve stylu Griffinových, satira je jemně zaměřená dovnitř a hostující hvězda, ačkoli je pro svou kontroverznost třaskavá, neuchvacuje děj – místo toho se objeví na jediný vtip a pak zmizí.“
Kritik časopisu Time James Poniewozik se vyjádřil, že epizoda je „v pořádku“, přičemž poznamenal, že některé gagy se zdály být „vynucené scenáristickou místností“. Dodal však, že „několik momentů mě donutilo hlasitě zaštěkat a uvědomit si, proč jsem ten seriál vlastně miloval“.